# 科采列沃

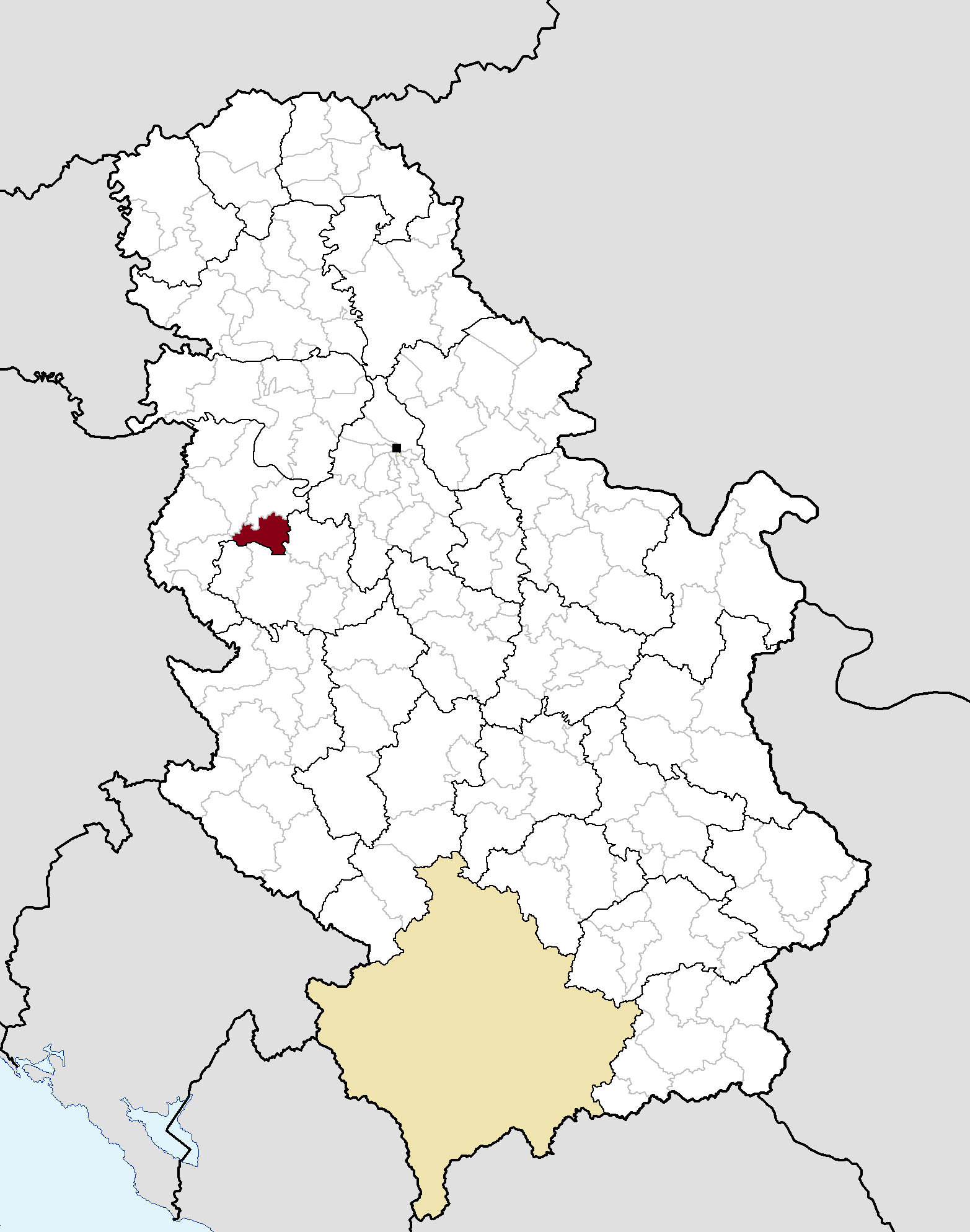

44°28′N 19°49′E / 44.467°N 19.817°E
科采列沃，是塞爾維亞的城鎮，位於該國西北部，由馬切萬州負責管轄，面積257平方公里，海拔高度126米，2011年人口13,129，人口密度每平方公里51人。